# アデニル酸シクラーゼ
アデニル酸シクラーゼ（アデニリルシクラーゼとも。英: adenylate cyclase; アデニレートサイクレース、; EC 4.6.1.1）はATPを3',5'-環状AMP (cAMP) とピロリン酸へ変換する反応を触媒する酵素、リアーゼである。cAMPはセカンドメッセンジャーと呼ばれる、真核生物のシグナル伝達に重要な分子である。膜受容体に結合してホルモンや他の刺激に反応するGタンパク質を活性化または抑制することができる。9種類のアデニル酸シクラーゼが哺乳類で知られている。

## 構造

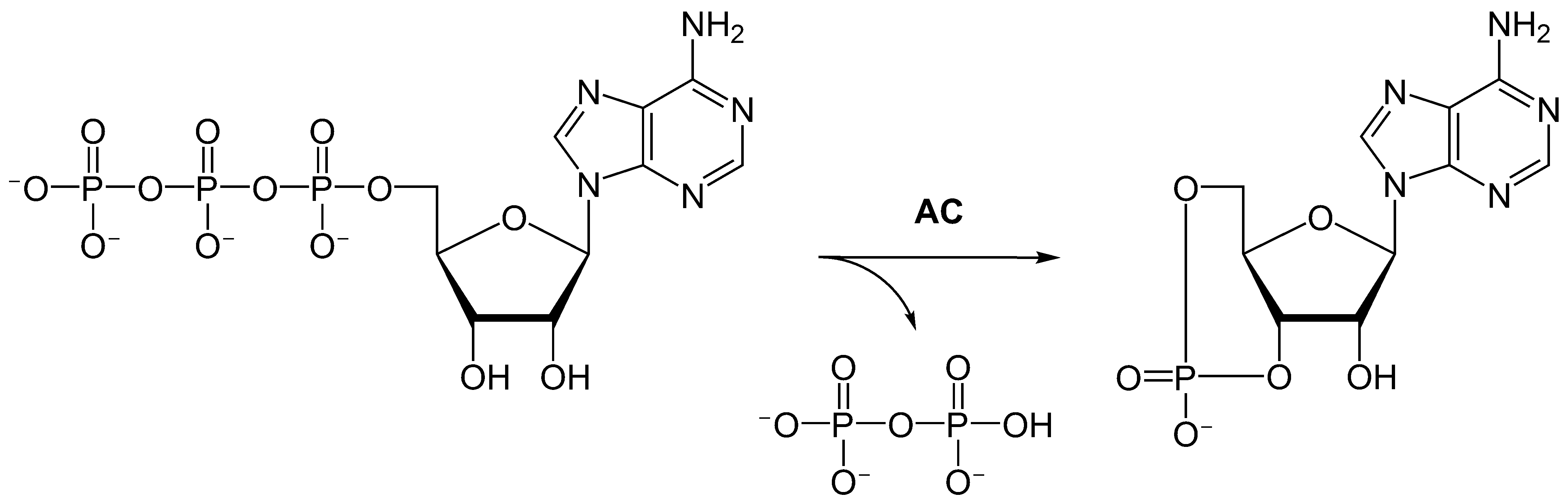
アデニル酸シクラーゼが触媒する反応はATPのcAMPへの変換である

アデニル酸シクラーゼは膜貫通タンパク質で、原形質膜を12回貫通している。これの機能の重要部分は細胞質側のN及びC末端、それと膜貫通ヘリックスの6と7の間の細胞質内に広がるC1ドメインにある。

## 調節
アデニル酸シクラーゼはGタンパク質やフォルスコリン、そして同様に他の種類に特異的な基質に刺激される。クラスI, III, VIIIはCa2+/カルモジュリンにも制御される。神経では、Ca2+の流入への素早い反応のためアデニル酸シクラーゼはカルシウムイオンチャネルの隣りに位置しており、学習過程に重要な役割を果たしていると思われている。その証拠にアデニル酸シクラーゼが同時にみられ、これは一緒に起こるいくつかの異なったシグナルにのみ活性化される事を意味する。